# 키비 (가수)
키비(Kebee, 본명: 배이삭, 1983년 5월 29일 ~ )는 대한민국의 래퍼이자 비트메이커이다. 비트메이킹 및 DJing을 할 경우에는 Eluka라는 예명을 사용한다. Minos와 같은 이루펀트의 멤버이며, 과거 소울 컴퍼니의 CEO와 Standart 소속이었고, 현재는 힙합 크루 엘레멘트리 멤버이자 프로듀싱 팀 "페이퍼 메이커 (PAPER MAKER)"의 일원이기도 하다. 과거 하자센터에서 조직된 크루인 The Anthem People의 멤버이기도 하였다.

## 생애
전라북도 전주시에서 태어난 키비는, 2000년 음악 창작 활동을 시작, 2001년 청소년 문화 센터 하자센터에서 만들어진 Haja 0st Hiphop Project Album에 〈시작의 시작〉라는 곡으로 데뷔하였다. 또 그해 7월, 곡 〈미운 오리의 새끼〉로 KBS에서 열린 《힙합대격돌 와우》라는 대회에서 대상을 수상하였다. 그리고 그즈음에 키비는 개인 사이트를 개설하고 자신이 집에서 제작한 노래를 업로드하여, 소수의 매니아들 사이에서 반향을 얻었다. 또 인피니트 레일로드(Infinite Railroad)라는 팀의 멤버로 활동하기도 하였다.
2003년에는 신의의지에서 만들어진 앨범 People & Places vol.1에 〈소년을 위로해줘〉, 〈두 번째 일기〉, 〈풋사랑 pt.2〉 세 곡으로 참여하였는데, 〈소년을 위로해줘〉는 버벌진트와의 콜라보로 화제를 모았고 이때부터 키비는 대중에게 알려지기 시작하였다. 이후 키비는 소울 컴퍼니의 창단 멤버이자 CEO가 되어, 아티스트로써 그리고 사업가로써 활동을 하기 시작하였다. 또 비슷한 시기에 《라임에게 묻는 나의 목소리》라는 힙합 강좌를 열어, 래퍼가 되고 싶어하는 많은 이들에게 랩을 가르쳐주고 작은 앨범을 낼 수 있는 기회를 마련해주었다.
Soul Company의 활동이 활발해지고 커짐에 따라 그의 음악적인 활동은 점차 줄어들었다. 그러나, 2006년 이루펀트라는 프로젝트 팀을 Minos와 결성한 것을 더불어, 2007년에는 두 번째 앨범을 발표, 좋은 반응을 얻었다. 또한 피쳐링 활동도 꾸준하게 이어가, Soul Company 안팎으로 많은 곡에 랩으로 참여하면서 다양한 스타일을 보여주었다. 2009년에는 세 번째 앨범을 발표하였다.
2011년 1월 현재 그는 이루펀트의 두 번째 앨범을 준비 중에 있다. 한편, 그는 한국 콘서바토리에서 운영하는 음악 교육원 FnC 아카데미에서 랩/보컬 교수진에 특강 교수로 합류하여 학생들을 가르치고 있다. 또, 2011년 3월에는 이루펀트가 공식 팀으로 거듭나 그의 정식 소속 팀이 되었으며, 4월에 두 번째 앨범이 발표되었다.
2011년 9월 키비는 훈련소에 입소하였으며, 4주 간의 훈련 후 공익근무요원으로 배정되었다. 11월에는 소울 컴퍼니의 해체가 결정되면서 일시적으로 무소속이었다가 팀 멤버인 마이노스와 여타 동료 뮤지션들과 함께 Standart를 설립하였다. 그는 2013년 8월까지 복무한 후 소집 해제되었으며, 곧바로 그 달 신곡인 〈고래 안의 방〉을 무료 공개하였다. 이 곡은 2013년 하반기 발표될 4집의 수록곡이라고 밝혔으며, 이 앨범은 Lost & Found라는 이름으로 12월 발표되었다. 앨범이 발매된지 3주가 채 가기 전에 Standart가 해체하면서 키비는 다시 무소속으로 전환되었으며, 이에 따라 이루펀트의 활동도 어떻게 될 것인지 팬들의 관심을 받고 있다.

## 디스코그래피
- 2004년 10월 19일 1집 Evolutional Poems
- 2007년 10월 8일 2집 Poetree Syndrome
- 2009년 5월 7일 3집 The Passage
- 2013년 9월 4일 디지털 싱글 《그녀의 사무실》
- 2013년 12월 13일 Lost & Found

### 대표곡
- 〈시작의 시작〉 - 2001년 Haja 0st Hiphop Album에 실린 곡으로, 현재 알려진 Kebee의 최초의 녹음물.
- 〈미운 오리의 새끼〉 - 2001년 Kebee의 개인 홈페이지를 통해 공개되었으며, "힙합대격돌"이란 힙합 경연에서 대상을 수상, 이후 Official Bootleg vol.1에 재녹음되어 수록됨.
- 〈소년을 위로해줘〉 - 2003년 People & Places vol.1 수록곡. Verbal Jint 참여.
- 〈스물하나〉 - 2004년 발매된 Evolutional Poems 앨범의 타이틀곡.
- 〈아 맞다〉 - 2006년 공연을 통해 처음 공개되었으며 이후 2007년 Official Bootleg vol.2 앨범에 수록.
- Feeling You - 2007년 발매된 Poetree Syndrome 앨범 타이틀곡. 뮤직비디오에는 전보람이 출연하였다.
- Go Space - 2009년 발매된 The Passage의 타이틀곡.

## 음반 외 활동

### 방송
- 2017년 Mnet 《Show Me The Money 6》
- 2023년 MBC 《소년 판타지》

## 프로젝트 그룹 활동

### 이루펀트
이루펀트(Eluphant)는 Eluka와 Elephant의 합성어로, 키비와 바이러스의 멤버인 마이노스의 프로젝트 듀오이다. 이루펀트는 마이노스가 이전부터 써오던 이름은 아니고, 당시 무라카미 하루키의 소설 "코끼리공장의 해피엔드"를 읽고 감명을 받았던 마이노스가 '코끼리공장장'이라는 별명을 자신한테 붙인데서 유래되었다. 이루펀트는 한 장의 앨범 Eluphant Bakery를 발매했으며 좋은 반응을 얻었다. 타이틀곡은 "코끼리공장의 해피엔드 : 졸업식"이었다. 2011년 3월에는 프로젝트 팀이 아닌 정식 팀으로 변하였다.

### 비 콰이엇
비 콰이엇(Bee Quiett)은 Kebee와 The Quiett의 프로젝트 듀오이다. 이 듀오는 소울 컴퍼니가 만들어지기 전부터 존재했으나, 이들의 이름을 내세운 활동은 그리 많지 않고, 조용한 대화에서 발표된 벙개송 "No More 폐인", People & Places vol.1의 수록곡인 〈두 번째 일기〉를 리믹스한 〈두 번째 일기 (Hawaiian Remix)〉, 소울 컴퍼니 컴필레이션 앨범인 The Bangerz 수록곡인 "Interview"와, 키비 2집 Poetree Syndrome의 "마부" 그리고 버벌진트의 누명 에서의 "Favorite Rmx"등의 곡이 있다. 하지만 둘은 비 콰이엇이란 이름을 굳이 쓰지 않아도, 다양한 앨범에서 콜라보를 하고 있다.

### 가관
가관은 래퍼 키비, 보컬 있다, 기타 리경, 베이스 엄사장, Didgeridoo 서울, 키보드 보라, 드럼 벨로 이루어진 밴드이다. 소울 컴퍼니가 결성되기 전부터 존재했으며, 정식으로 이름을 내세우고 발표한 작업물은 많지 않고 공연 시 기존의 곡들을 편곡하여 라이브 연주로 들려주는 등의 활동을 해왔다. 한때 앨범이 기획되었으나, 어떤 사정으로 인해서 결국 앨범을 내지 못했다.

## 작사 스타일
키비의 가사는 매우 감수성이 짙게 드러나는 가사로 평가받고 있다. 실제로 그의 가사의 영감은 래퍼보다는 문학 작가에게서 받는다고 하며, 키비 자신도 한때 래퍼가 아니면 동화작가가 되었을 것이라고 말한 적이 있을 정도로 그의 감수성은 남다르다. "Twisted Words"라는 곡에서 자신은 감성힙합이 아니다라고 밝혔으나 그의 스타일은 여러모로 감성적인 편이다. 하지만 "Be Quiet", "Twisted Words", 〈마부〉 등의 곡에서 공격적인 스타일도 역시 보여주는 편이다.
초기에는 라임을 많이 쓰는 편이었으나 The Bangerz 앨범이 발매될 즈음에는 내용의 중요성을 위해 라임을 희생하였고, 다시 Eluphant 결성 시기 즈음에 와서 라임이 더욱 풍성해졌으나, 여전히 라임보다는 내용을 더 중시하는 작법을 보여주고 있다.

## 비트메이킹 스타일
그가 비트메이킹을 시작한 것은 데뷔 때부터이나, 〈소년을 위로해줘〉 때 즈음부터는 비트메이킹이 뜸했다. 그 후 그의 비트메이킹은 《라임에게 묻는 나의 목소리》 앨범 제작 시에 몇 개에 들어갔으나 이 앨범은 매우 제한된 유통 과정을 거쳤으므로 실질적으로 그의 비트는 밖으로 드러나지 않았다. 이후, 첫 번째 앨범 Evolutional Poems의 인트로에 그의 비트가 실렸으며, 이루펀트 앨범에 〈당신이 점점 궁금해집니다〉 등 인터루드의 비트로 실리기도 했다. 그리고 Official Bootleg vol.2의 〈아, 맞다〉를 비롯, Poetree Syndrome의 다수의 곡에 그의 비트가 실렸다.
초반의 그의 비트는 샘플링에 기반을 둔 전형적인 언더 힙합 스타일이었다. 이때 그의 샘플로는 Stevie Wonder, Jamiroquai 등의 곡이 쓰였다. 이후 이루펀트 때부터는 일렉트로니카와 힙합을 넘나드는 그루브를 들려주는 스타일을 확립하였다. 이는 이후 Poetree Syndrome에서 더 확립되었다.

## 이슈

### K의 정체
2008년에 발매된 Loptimist의 2집 Mind-Expander에 수록된 <Ghostwriter>라는 곡에 키비가 참여했는데, 이 곡의 가사가 한동안 힙합계를 떠들썩하게 했다. 내용인 즉슨, 키비와 친분이 있던 수수께끼의 인물 K가 그에게 고스트라이팅을 의뢰했고 키비는 마지못해 그 부탁을 들어줬는데 나중에 TV에서 K가 자신이 쓴 가사를 가지고 유명세를 타게 되었다는 이야기다. 이 곡을 들은 사람들은 모두 'K가 누구인가?'라는 의문을 던졌고 다양한 추측들이 나왔다. 2009년 5월에 발매된 키비의 3집 The Passage 수록곡인 <그림자>는 Ghostwriter의 후속곡으로 K의 입장에서 가사를 써서 다시 한 번 K의 정체에 관한 이슈를 탄생시켰다. 여기서는 K가 네티즌들의 아우성에 상관없는 척하다가 가사가 나오질 않자 다시 키비를 만나서 아예 노골적으로 고스트라이팅을 주문하는데 키비는 이를 받아들이면서 이 이야기를 곡으로 만들겠다고 하는 내용을 담고 있다.
한동안 네티즌들은 'K는 키비 본인이다' 아니면 'K는 실제 다른 사람이다'로 나누어 논쟁을 벌였으나, 결국 Kebee가 한 무대에서 픽션이라고 밝혀 논쟁은 종결되었다.

### InnoVator의 디스
3집 The Passage가 발매된 지 얼마 지나지 않아, Jiggy Fellaz의 InnoVator가 〈키비를 우주로〉라는 곡으로 키비를 디스했다. InnoVator는 나중에 힙합플레이야 더블 트러블 인터뷰 때 키비 디스의 이유를 질문받자 '일종의 배틀의 의미이며, 소울컴퍼니의 음악을 자주 듣는데 키비의 음악을 들어보니 몇 년째 같은 음악을 하고 있다는 생각이 들었다. 자기 스타일을 지키는 건 중요하지만 발전이라는 것이 필요하고, 키비의 음악을 처음 접한 사람들이 소울컴퍼니에 대한 편견을 가질 수 있을 거라 생각이 들어서 디스했다'고 밝혔다.
키비는 이 디스곡에 아무 반응이 없었으나 이후 나온 이루펀트의 싱글 Superstar에서의 랩에 관해 일부에서는 디스곡에 자극 받아 변화를 시도한 것이 아니냐는 주장을 하였다. 이후 InnoVator가 믹스테입 Lab #1을 발표할 때 트위터로 믹스테입 발매 축하 메시지를 보내 둘의 사이에 현재 별다른 문제가 없음을 시사했다.

## 기타
- 1집 Evolutional Poems의 9번 트랙인 〈자취일기〉의 가사가 광화문 근처 교보생명 글판에 문구로 선정되었다. 그 내용은 다음과 같다.

| “ | 너와 난 각자의 화분에서 살아가지만 햇빛을 함께 맞는다는 것 | ” |
|   | — 자취일기 중 / 키비                                       |   |